# دین آلفانج
دین آلفانج (Dean Alfange) (زاده ۲ دسامبر ۱۸۹۷ – درگذشت ۲۴ اکتبر ۱۹۸۹)،‏ سیاستمداری آمریکایی بود که نامزدی‌ها و انتصاب‌های بسیاری در احزاب مختلف از جمله؛ حزب دموکرات، حزب جمهوری‌خواه، حزب کارگر آمریکا و حزب لیبرال نیویورک که او یکی از اعضای مؤسس آن بود، داشت. آلفانج در امپراتوری عثمانی از پدر و مادری که بومی یونان بودند، به دنیا آمد و بیشتر عمر خود را در سازمان‌های یونانی-آمریکایی و همچنین گروه‌های فعال صهیونیستی، فعالیت کرد.
او یک مفسر برجستهٔ حقوقی لیبرال بود که از مفهوم کنشگری قضایی و قانون اساسی پویا، حمایت می‌کرد. او برای تعدادی از مناصب، از جمله فرمانداری نیویورک که نامزدی او باعث تقسیم آرای لیبرال شد و به توماس ئی. دیویی اجازه داد تا فرمانداری را تصاحب کند، تلاش کرد. او همچنین نامزد مجلس نمایندگان ایالات متحده شد، اما باز هم شکست خورد. او به دلیل بیانیهٔ کوتاهی که با عنوان «عقیده آمریکایی» یا ساده‌تر «عقیدهٔ من» نوشت، به خوبی به یاد آورده می‌شود. عقیده از ایده‌های خوداتکایی و آزادی حمایت می‌کند.

## زندگی

### اوایل زندگی و تحصیلات
آلفانج در کنستانتین آلفلنجی در قسطنطنیه در امپراتوری عثمانی از پدر و مادری که هر دو یونانی بودند به دنیا آمد. والدینش در ۱۹۰۲، به نیویورک نقل مکان کردند، جاییکه او را در یوتیکا، نیویورک بزرگ کردند. او در ۱۹۱۸ از آکادمی آزاد یوتیکا، فارغ‌التحصیل شد و در طول جنگ جهانی اول به ارتش ایالات متحده پیوست.
پس از جنگ، به کالج همیلتون رفت و در ۱۹۲۲ با درجه ممتاز در رشته فلسفه، فارغ‌التحصیل شد، او در آنجا عضو انجمن فی بتا کاپا بود. آلفانج در کالج، فعال باقی‌ماند و زمانی که جایزه یادبود تئودور روزولت را برای کتابش، ستره دادگاه عالی و اراده ملی دریافت کرد، این جایزه را به کالج همیلتون اهدا کرد و جایزه مستمر دین آلفانج آسای را ایجاد کرد که هر سال به دو دانشجو که مقالاتی در مورد حکومت قانون اساسی آمریکا می‌نویسند، داده می‌شود. او از دانشکده حقوق دانشگاه کلمبیا، دکترای حقوق گرفت و در منهتن وکیل شد.

### اواخر زندگی
او با تالیا پری ازدواج کرد و از او صاحب یک فرزند به نام دین آلفانج جونیور شد که بعدها استاد علوم سیاسی در دانشگاه ماساچوست شد. آلفانج در ۲۴ اکتبر ۱۹۸۹ بر اثر سرطان، در منهتن درگذشت.

## حرفه حقوقی
آلفانج مدرک خود را از دانشکده حقوق دانشگاه کلمبیا دریافت کرد و در ۱۹۲۵ در انجمن وکلای آمریکا پذیرفته شد. او از ستره دادگاه عالی ایالات متحده به دلیل رفتارش با برنامه‌های نیو دیل انتقاد کرد و از آن‌ها خواست که نگرش مترقی‌تری نسبت به این سیاست‌ها اتخاذ کنند. وی مدعی شد که این برنامه‌ها نباید صرفاً بر اساس قانونی‌بودن آن‌ها ارزیابی شود، بلکه باید بر اساس تأثیرات احتمالی اخلاقی و اقتصادی آن‌ها و همچنین تصور عمومی در آن زمان، ارزیابی شود. او از ایده ترومن مبنی بر قانون اساسی پویا، حمایت کرد.
بعدها در حرفهٔ سیاسی خود، آلفانج به عنوان معاون لوی دادستان کل ایالت نیویورک، خدمت کرد.

## حرفه سیاسی

### حزب دموکرات
در ۱۹۴۰، فرانکلین دلانو روزولت، آلفانج را به عنوان رئیس دفتر سخنرانان خارجی حزب دموکرات، در سومین کمپین انتخاباتی خود منصوب کرد. در ۱۹۴۱، او نامزد کنگره ایالات متحده از ناحیهٔ آپر اِست ساید (محله ای در ناحیه منهتن نیویورک) که در آن زمان به عنوان منطقه سیلک استاکینگ شناخته می‌شد، شد اما با ۱۶، ۶۹۰ رأیی که دریافت کرد، نتیجه را به جوزف سی بالدوین واگذار کرد.

### حزب کارگر آمریکا
آلفانج در اواخر دهه ۱۹۳۰ برای چندین سال، رئیس حزب کارگر آمریکا بود. او در ۱۹۴۲ نامزد فرمانداری نیویورک شد. اگرچه او این نامزدی را دریافت کرده بود، اما حزب کارگر آمریکا پس ازاینکه سناتور جیمز مید، شخصی که برای نامزدی دموکرات‌ها از آن حمایت کرده بودند، در انتخابات مقدماتی در مقابل جان جی بنت جونیور شکست خورد، به‌طور رسمی نامزدی را اعلام کرد. شهردار نیویورک، فیورلو لا گواردیا، از آلفانج در این انتخابات حمایت کرد. آلفانج با ۴۰۹، ۰۴۷ رأی، یعنی حدود ۷٫۱۷ درصد آرا، در جایگاه سوم قرار گرفت. با این تعداد رأی، آلفانج بیش از هر نامزد دیگری از حزب کارگر آمریکا که تا به امروز در یک انتخابات سراسری شرکت کرده، رأی به دست آورده‌است. این آرا رأی لیبرال‌ها را تقسیم کرد و نقش مهمی در پیروزی توماس ئی. دیویی داشت.

### حزب لیبرال
در ۱۹۴۴، زمانی که جناح‌های طرفدار و ضد کمونیست در درون سازمان با هم درگیر شدند، آلفانج اعتراضات را علیه حزب کارگر رهبری کرد. این اعتراضات منجر به تشکیل حزب لیبرال نیویورک شد.

### جمهوری‌خواه
سپس فرماندار نلسون ای راکفلر، در اوایل دهه ۱۹۷۰ آلفانج را به عنوان رئیس هیئت مسابقه و شرط‌بندی ایالت نیویورک انتخاب کرد. او تا ۱۹۷۵، زمانی که هیو ال کری هیئت را لغو کرد، مشغول به کار بود.

## کنشگری
آلفانج در تعدادی از سازمان‌های کنشگر و قومی، از جمله ریاست انجمن پیشرو آموزشی یونانی آمریکا که سازمانی برای پیشرفت یونانی‌آمریکایی‌ها بود، خدمت کرد. او همچنین بیش از ۴۰ سال به عنوان رئیس خانه یادبود لا گاردیا که یک اقامتگاه مسکونی بود، خدمت کرد.
آلفانج رهبری سازمان صهیونیستی «کمیته مسلح‌سازی دولت یهود» را بر عهده داشت، گروهی که به دنبال پایان تحریم‌های تسلیحاتی علیه گروه‌های صهیونیستی بودند و برای ایجاد اسرائیل قبل از استقلال، تلاش می‌کردند. او همچنین به عنوان رئیس کمیته اضطراری برای نجات یهودیان اروپا خدمت کرد، این گروه به دنبال نجات قربانیان هولوکاست در آن زمان بود. از طریق این سازمان‌ها، آلفانج تأکید کرد که این وظیفه اخلاقی و مذهبی یک مسیحی است که به یهودیان قربانی شده توسط نازی‌ها کمک کند.

## یک عقیده آمریکایی
آلفانج به خاطر اعلامیه کوتاهی که در دهه ۱۹۵۰ با عنوان «عقیده آمریکایی» یا ساده‌تر «عقیده من» نوشت، در خاطر مانده‌است. این عقیده در ابتدا در مجله دیس ویک چاپ شد و نسخه فشرده آن در ریدرز دایجست در دو شماره اکتبر ۱۹۵۲ و ژانویه ۱۹۵۴ چاپ شد. در ۱۹۵۲، بنیاد آزادی‌ها (سازمان آموزشی ملی) واقع در ولی فورج برای سازندگی به آلفانج جایزه داد.